# Brotherhood of Evil
Brotherhood of Evil er en fiktiv gruppe af superskurke kendt fra tegneserier udgivet af det amerikanske forlag DC Comics.
Gruppen optræder først og fremmest i tegneserien Doom Patrol og blev skabt af forfatteren Arnold Drake og tegneren Bruno Premiani i 1964. Gruppen bestod oprindeligt af figurerne The Brain, Monsieur Mallah, General Immortus og Madame Rouge.